# Дюмерилова амбистома
Дюмериловата амбистома (Ambystoma dumerilii) е вид земноводно от семейство Ambystomatidae. Видът е критично застрашен от изчезване.

## Разпространение
Разпространен е в Мексико.

## Описание
Популацията на вида е намаляваща.
Максималният размер на тялото на зрял индивид е 45 см, но повечето от тези същества имат размер 32 см. Амбистомът на земноводно тежи не повече от 285 г. Тялото му е леко удължено с нежна кожа. Сладководният обитател на Амбистома се нарича морски дракон, той има 4 малки крака, неизпъкнала удължена опашка.
Главата на това същество е широка, очите са тъмнокафяви или червени, устата е голяма. Акцентът на водния дракон е усмивката му на лицето. При естествени условия тъмните видове Амбистоми са често срещани. А обитателите на изкуствени миниатюрни резервоари са предимно златисти, прасковено-розови или светли на цвят.
амбистомът е крехко земноводно, което живее в мексиканските реки. Тя е будна през нощта, при подходящи условия се превръща в амфибия, която ловува в гъстите листа на горите. .